# Калафьори, Риккардо
Рикка́рдо Калафьо́ри (итал. Riccardo Calafiori; род. 19 мая 2002, Рим) — итальянский футболист, защитник английского клуба «Арсенал» и сборной Италии. Участник чемпионата Европы 2024.

## Клубная карьера
Риккардо — уроженец Рима. Воспитанник футбольного клуба «Рома». 16 июня 2018 года подписал с клубом свой первый профессиональный контракт. Спустя три месяца получил тяжёлую травму колена, которая могла поставить крест на его карьере. 1 августа 2020 года в поединке против «Ювентуса» дебютировал в Серии А, выйдя на замену на 60-й минуте вместо Бруно Переса. В дебютном матче заработал пенальти. Подготовку к сезону 2020/21 проходил с основной командой. Пропустил часть сезона в связи с тем, что заболел коронавирусом. 26 ноября 2020 года дебютировал в Лиге Европы поединком против «ЧФР Клуж», выйдя в стартовом составе и проведя на поле весь матч.
30 августа 2022 года в «Роме» объявили, что Калафиори подписал 3-летний контракт с «Базелем».
31 августа 2023 года Калафиори вернулся в Серию А и подписал контракт с «Болоньей». Под руководством главного тренера Тиаго Мотты он был переведен на позицию центрального защитника, где он проявил себя как один из лучших игроков лиги. 20 мая 2024 года он забил свои первые голы в Серии А, оформив дубль в матче против «Ювентуса», закончившемся вничью со счетом 3:3, при этом «Болонья» пропустила три быстрых гола после его замены на 75-й минуте. Помог «Болонье» впервые с сезона 1964/65 выйти в Лигу чемпионов УЕФА, команда обеспечила себе место в пятерке лучших в Серии А.
29 июля 2024 года перешёл в лондонский «Арсенал».

## Карьера в сборной
Выступал за юношеские сборные Италии различных годов.
23 мая 2024 года получил свой первый официальный вызов в сборную Италии, будучи включённым в предварительный состав на Евро-2024 главным тренером Лучано Спаллетти. Дебютировал за основную команду 4 июня 2024 года в товарищеском матче против сборной Турции. 15 июня 2024 года дебютировал на чемпионате Европы в матче группового этапа против сборной Албании. В возрасте 22 лет и 27 дней стал вторым самым молодым итальянцем, игравшим на европейских первенствах, уступив по этому показателю только Паоло Мальдини.

## Статистика выступлений

### Клубная карьера
| Выступление      | Выступление      | Выступление      | Чемпионат | Чемпионат | Кубки | Кубки | Еврокубки | Еврокубки | Прочие | Прочие | Итого | Итого |
| Клуб             | Лига             | Сезон            | Игры      | Голы      | Игры  | Голы  | Игры      | Голы      | Игры   | Голы   | Игры  | Голы  |
| ---------------- | ---------------- | ---------------- | --------- | --------- | ----- | ----- | --------- | --------- | ------ | ------ | ----- | ----- |
| Рома             | Серия A          | 2019/20          | 1         | 0         | 0     | 0     | 0         | 0         | 0      | 0      | 1     | 0     |
| Рома             | Серия A          | 2020/21          | 3         | 0         | 0     | 0     | 5         | 1         | 0      | 0      | 8     | 1     |
| Рома             | Серия A          | 2021/22          | 6         | 0         | 0     | 0     | 3         | 0         | 0      | 0      | 9     | 0     |
| Рома             | Итого            | Итого            | 10        | 0         | 0     | 0     | 8         | 1         | 0      | 0      | 18    | 1     |
| Дженоа           | Серия A          | 2021/22          | 3         | 0         | 0     | 0     | 0         | 0         | 0      | 0      | 3     | 0     |
| Дженоа           | Итого            | Итого            | 3         | 0         | 0     | 0     | 0         | 0         | 0      | 0      | 3     | 0     |
| Базель           | Суперлига        | 2022/23          | 23        | 0         | 3     | 0     | 8         | 1         | 0      | 0      | 34    | 1     |
| Базель           | Суперлига        | 2023/24          | 3         | 0         | 0     | 0     | 1         | 0         | 0      | 0      | 4     | 0     |
| Базель           | Итого            | Итого            | 26        | 0         | 3     | 0     | 9         | 1         | 0      | 0      | 38    | 1     |
| Болонья          | Серия A          | 2023/24          | 30        | 2         | 3     | 0     | 0         | 0         | 0      | 0      | 33    | 2     |
| Болонья          | Итого            | Итого            | 30        | 2         | 3     | 0     | 0         | 0         | 0      | 0      | 33    | 2     |
| Арсенал          | Премьер-лига     | 2024/25          | 19        | 2         | 2     | 0     | 8         | 1         | 0      | 0      | 29    | 3     |
| Арсенал          | Итого            | Итого            | 19        | 2         | 2     | 0     | 8         | 1         | 0      | 0      | 29    | 3     |
| Всего за карьеру | Всего за карьеру | Всего за карьеру | 88        | 4         | 8     | 0     | 25        | 3         | 0      | 0      | 121   | 7     |

### Матчи и голы за сборную
| Матчи Риккардо Калафьори за сборную Италии | Матчи Риккардо Калафьори за сборную Италии | Матчи Риккардо Калафьори за сборную Италии | Матчи Риккардо Калафьори за сборную Италии | Матчи Риккардо Калафьори за сборную Италии | Матчи Риккардо Калафьори за сборную Италии |
| №                                          | Дата                                       | Соперник                                   | Счёт                                       | Голы Калафьори                             | Соревнование                               |
| ------------------------------------------ | ------------------------------------------ | ------------------------------------------ | ------------------------------------------ | ------------------------------------------ | ------------------------------------------ |
| 1                                          | 4 июня 2024                                | Турция                                     | 0:0                                        | -                                          | Товарищеский матч                          |
| 2                                          | 9 июня 2024                                | Босния и Герцеговина                       | 1:0                                        | -                                          | Товарищеский матч                          |
| 3                                          | 15 июня 2024                               | Албания                                    | 2:1                                        | -                                          | Финальные матчи ЧЕ-2024                    |
| 4                                          | 20 июня 2024                               | Испания                                    | 0:1                                        | -                                          | Финальные матчи ЧЕ-2024                    |
| 5                                          | 24 июня 2024                               | Хорватия                                   | 1:1                                        | -                                          | Финальные матчи ЧЕ-2024                    |
| 6                                          | 6 сентября 2024                            | Франция                                    | 3:1                                        | -                                          | Лига наций УЕФА 2024/2025                  |
| 7                                          | 10 октября 2024                            | Бельгия                                    | 2:2                                        | -                                          | Лига наций УЕФА 2024/2025                  |
| 8                                          | 14 октября 2024                            | Израиль                                    | 4:1                                        | -                                          | Лига наций УЕФА 2024/2025                  |

Итого: 8 матчей / 0 голов; 4 победы, 3 ничьи, 1 поражение.

## Достижения

### Личные
- Лучший игрок месяца Серии А: май 2024[12]